# Polygonum bolanderi
Polygonum bolanderi är en slideväxtart som beskrevs av Brew. och Asa Gray. Polygonum bolanderi ingår i släktet trampörter, och familjen slideväxter. Inga underarter finns listade i Catalogue of Life.